# ويليام لورانس أدريان
ويليام لورانس أدريان (بالإنجليزية: William Lawrence Adrian)‏ هو كاهن كاثوليكي أمريكي، ولد في 16 أبريل 1883 في سيغورني في الولايات المتحدة، وتوفي في 13 فبراير 1972 في ناشفيل في الولايات المتحدة.